# Paul Lévin
Pour les articles homonymes, voir Lévin.
Paul Lévin, né le 12 octobre 1924 à Alger (Algérie française) et décédé le 23 octobre 1991 à Sanary-sur-Mer, est un joueur et entraîneur de football français.

## Biographie
Joueur de Division 2 de 1947 à 1959, il compte 233 matchs à ce niveau, dont une majorité à Rouen où il termine sa carrière de joueur et embrasse celle d'entraîneur, en D1. Là encore, il réalise la majorité de sa carrière en D2, notamment sur le banc d'Angoulême CFC pendant six saisons.